# ماهی لوتی آرایشگر
ماهی لوتی آرایشگر (نام علمی: Caesioperca rasor) نام یک گونه از زیرخانواده آنتیاس‌ها است.